# گنجه‌ای
گنجه‌ای، روستایی در دهستان چنارشاهیجان بخش مرکزی شهرستان کوه‌چنار در استان فارس ایران است.
. 
. 
. 
```
البته، گنجه نام گروهی از لر های مهاجر کهگیلویه و بویراحمد (بهمئی) نیز است که در چنارشاهیجان و فامور ساکن هستند
```

## جمعیت
بر پایه سرشماری عمومی نفوس و مسکن در سال ۱۳۹۵، جمعیت این روستا برابر با ۶۲۰ نفر (۲۰۴ خانوار) بوده است.